# ルークマングド・カトワル
ルークマングド・カトワル（Rookmangud KatawalまたはRookmangud Katuwal  1948年12月12日 - ）は、ネパールの軍人、政治家。2006年から2009年まで陸軍参謀総長を務めた。

## 経歴
幼い頃マヘンドラ国王の王妃ラトナに拾われて育てられたため、共に育ったギャネンドラ元国王や王室に対する想いは深い。
インド国立防衛大学（en）、インド陸軍士官学校を卒業し、ネパール国内のほか、インド、パキスタン、アメリカ、イギリスで軍事訓練を受けてきた。1988年には国際連合レバノン暫定駐留軍の軍事部門のトップを務めた。
2003年12月から翌8月まで、西部師団長をつとめ、ネパール内戦を指揮。9月に中将に昇進。
2006年9月10日、ネパール軍制服組のトップである陸軍参謀総長に就任し、同時に大将に昇進。
2008年4月、ネパール制憲議会議員選挙においてプラチャンダ議長率いるネパール共産党毛沢東主義派（毛派）が比較第1党となり、翌5月王政廃止、連邦共和制に移行。更に同8月、毛派を中心とする連立政権が樹立され、プラチャンダが首相に就任した後も陸軍参謀総長の職に留まっていたが、上記の事情から心底からプラチャンダ内閣に忠誠を誓っているとは言い切れない関係にあった。毛派が進めようとしていた同派民兵組織「ネパール人民解放軍」の国軍への編入については、「正規軍とは思想が違う」「軍の中立性を保てない」として、公然と反対の意を表明していた。当初、プラチャンダはカトワルを更迭しないと明言していたが、ついに2009年5月3日、プラチャンダはカトワルの陸軍参謀総長解任を決めた。これに対し連立与党、野党が一斉に反発。カトワルを慕う者が大半の国軍も抗議。ラーム・バラン・ヤーダブ大統領はカトワルの解任を取り消し首相を非難した。毛派は孤立し、翌5月4日、プラチャンダは首相を辞任。連立政権は崩壊した。
一方、カトワルはこれを機に軍を退役し、政界に転身。2011年4月、自ら政党を立ち上げたことが発表された。